# Moh Lhean
Moh Lhean è il quinto album in studio del gruppo musicale statunitense Why?, pubblicato nel 2017.

## Tracce
Testi e musiche di Yoni Wolf, eccetto dove indicato.
1. This Ole King – 4:38 (Yoni Wolf, Josiah Wolf, Doug McDiarmid, Matt Meldon)
2. Proactive Evolution – 4:37
3. Easy – 3:09
4. January February March – 0:40
5. One Mississippi – 4:38
6. The Longing Is All – 1:09 (Y. Wolf, J. Wolf, McDiarmid)
7. George Washington – 3:09
8. The Water – 3:22
9. Consequence of Nonaction – 3:21
10. The Barely Blur – 4:57